# بریژیت هارتلی
بریژیت هارتلی (انگلیسی: Bridgitte Hartley؛ زادهٔ ۱۴ ژوئیهٔ ۱۹۸۳) ورزشکار اهل آفریقای جنوبی است.
وی در مسابقات کشوری و بین‌المللی در مجموع برندهٔ ۵ مدال طلا، ۴ مدال برنز شده‌است.